# Pseudyrias gallusi
Pseudyrias gallusi là một loài bướm đêm trong họ Noctuidae.